# 大師本線料金所
大師本線料金所（だいしほんせんりょうきんじょ）は、神奈川県川崎市川崎区殿町にある、首都高速神奈川1号横羽線下り（横浜方面）の本線料金所である。大師パーキングエリアが併設されている。

## 路線
- 首都高速神奈川1号横羽線

## 料金所
- ブース数：5
  - ETC専用：3
  - ETC/一般：1
  - 一般：1

首都高速の距離別料金制移行に伴い、羽田出入口からの流入車についてのみ料金を徴収する。それ以外の車両については領収書の確認を行う。

## 隣
首都高速神奈川1号横羽線
(150)羽田出入口(羽田線) - (151)大師出入口（東京方面出入口） - 大師TB/PA - (152A)大師出入口（横浜方面出入口）/JCT  - (153)浜川崎出入口